# Det ljusnar nu, det gryr till dag
Det ljusnar nu, det gryr till dag är en psalm med text från 1895 av Carl Hyllestad och musik av Palmer. Texten översattes till svenska 1914 av Lewi Pethrus.

## Publicerad i
- Segertoner 1930 som nr 61.
- Segertoner 1960 som nr 61.
- Segertoner 1988 som nr 660 under rubriken "Jesu återkomst".[1]